# オーファン王国
オーファン王国（オーファンおうこく、新王国暦500年-）は、TRPG「ソード・ワールドRPG」などの舞台となるフォーセリアと呼ばれるファンタジー世界に登場する、架空の国家。

## 概要
アレクラスト大陸中原地方の北部に位置する王国。新王国暦494年まで存在した「ファン王国」の継承国家であるが、南部地方がファンドリア王国として分立したため、継承したのはファンの領土の北半分に留まっている。正式名称はオーファン王国、通称オーファンと"王国"を略して呼ばれる。国王リジャールは「竜殺し」の異名を持つ大陸屈指の戦士であり、剣の王国（けんのおうこく）との異名もある。
ソード・ワールドRPG初期及び新リプレイにおいて主な舞台となった。オラン、ベルダインと並んで重要事件の舞台、起点となることの多い国である。
主なところではラヴェルナ・ルーシェンのアレクラスト探索の旅、魔法戦士リウイの冒険の起点となっている。

## 地理
北部にヤスガルン山脈、南部にターシャスの森がある。中心都市は旧ファン王国の首都でもあり現在も首都であるファン。もっともファンの街は、ファン王国末期に邪竜クリシュに襲撃されて甚大な被害を被っており、現在の市街はオーファン建国後に再建されたものである。
このほか北東部に第二の都市グードンが存在する。

## 後継者問題
新王国歴521年時点で、国王リジャールは未だ壮健とはいえ老齢に差し掛かりつつあり、深刻な後継者問題が生じていた。
王位継承権第1位は王妃メレーテの血を引くリトラー皇太子、第2位は庶子（出生順では長子）であるリウイ王子になっている。リトラーと同じく王妃メレーテの血を引く第二王子カシアスは、当初は継承権第2位であったが、オーファン国内に復興したモラーナ公国の公王としてメレーテの家系を継承したため、王国にとっては臣下の身となり、作中で明言はされていないがリウイ王子よりも継承権は低いもしくは喪失したとみられる。
リトラー皇太子は文人気質で武人としての才能は無く、剣の腕前はリジャールですら「騎士見習いにも劣る」と酷評している。剣を持つことすらできないほど虚弱というわけではなく、ダーダネル卿の謀反事件においては、虐待されても戦う力を失わず、傀儡用のホムンクルスとはいえ剣を持って敵を倒している。しかしこの程度では〈竜殺し〉リジャールの後継者として不足であり、リジャールの下に集った者達からは不満の声が囁かれている。側近の旧ファン王国出身の貴族を抑えられず、ダーダネル卿の謀反が起こるなど求心力に欠ける点もあり、後継者として磐石な地位を築けずにいた。「剣の国の魔法戦士」では、戦争の可否を判断する国政の重要な会議の場にリトラー皇太子は出席していなかった。
庶子であるリウイ王子は、謀反を起こしたダーダネル卿やフォルテス導師を討ち取り、「湖岸の国の魔法戦士」で竜を従えて戦場に現れロマールの将軍を一騎討ちで倒すなど、「戦士の中の戦士」リジャール王の後継者にふさわしい武勲を挙げ、存在を内外に示していた。「剣の国の魔法戦士」では、鉄の槍騎士団の団長ネフェルがリウイ支持を表明しており、また皇太子派の近衛騎士団長ローンダミスと戦ったリウイ派の騎士隊長は死ぬまで戦い翻意することがなかった。しかしリウイ自身は玉座に興味を持たず、冒険者であり続けることを望んでおり、王位継承権を与えられて以降は他国への使者となったり「ファーラムの剣」探索の使命を受けたりなど、敢えて国外に身を置くことが多くなった。
後継者問題は長く燻り続けたが、リジャール王がリトラー皇太子の後継を変更することはなく、新王国暦523年、リジャールから譲位されたリトラーが国王に即位した。リウイは同年の「魔精霊アトン事件」でアトンを倒すと同時に行方不明になり、表向きは死亡扱い、風聞では身分を捨てて一介の冒険者に戻ったと語られている。

## 系図
- （オーファン王家）

```
リジャール　
　┣━━━━━┳━━━━━┓
  リトラー　　カシアス　　リウイ （庶子）
```

## 体制

### 国家
国の頂点に君臨するのは国王リジャールであるが、リジャールが掌握しているのは軍事面が中心であり、政治面ではリスラー宰相、ダーダネル摂政など旧ファン王国の官僚層とおぼしき面々が引き続いて重用されている。もっとも、リジャールの支配力はこれら文官層にも伝わっており、近年はリジャール王時代になってから登用された平民出身の文官が増え、無能な旧ファン貴族は排斥されていることから、リジャール王による文官の掌握は進んでいると見られる。
一方、軍事面では逆に、建国当初と比べるとリジャールとの距離が発生している。現在では国王近衛部隊担当の近衛騎士団長ローンダミス、主力部隊担当の「鉄の槍」騎士団長ネフェル、遊撃部隊担当の「銀の弓」騎士団長ディーターと、明記されている限りでは3人の司令官が指揮している。この3人はリジャールへの忠誠という点では一致しているが、ローンダミスが王太子支持派、ネフェルがリウイ支持派のトップであるように政治的には一枚岩ではない。リウイの王位継承権承認問題勃発時には、ローンダミスとネフェルがそれぞれ独走を繰り返した結果、騎士隊長クラスの中堅幹部が死亡する事態に及んでいる。

### 信仰
五大神の一、戦神マイリーの教えが国教とされ重んじられている。旧ファン王国時代に認められていた暗黒神ファラリスの信仰は認められておらず、廃れている。ドワーフの多い北東部の都市グードンでは、鍛冶の神ブラキの教勢が盛んである。
ファリス以下マイリー以外の五大神や、芸術神ヴェーナーなどその他の神々の教勢は振るわず、教団組織も規模はごく小さなものに留まっている。
特にファリス教団は、旧ファン王国末期にファラリスの最高司祭クロークによって主な人材が壊滅する打撃を受けている。更に、オーファン建国15年後の首都において、違法なデーモン召喚の魔法実験の証拠を押さえようとしたファリス神官が誤ってデーモンを暴走させてしまうという、この当時としては建国以来最悪の大事件を起こしてしまったため、「目的のためには手段を選ばない危険な集団」と大きなイメージダウンを招いている。

### ギルド
魔術師ギルド、盗賊ギルドの水準は、組織のトップを除くと他国に比べ劣っているといわれる。このため両者はともに王宮との関係が密接であり、盗賊ギルドに至っては半ば支配下にあるとすら言える。
一方、グードンを拠点とする鍛冶ギルドは、豊富な鉱物資源とドワーフとの密接な協力関係から、高い技術力と生産力を兼ね備え、王国の経済の要となっている。

## 外交
東方のラムリアース王国とは、前国王イルアーナ、現国王フレアホーンの二代に渡って友好関係が続いている。これには、旧ファン王国時代に認められておりラムリアース侵略を行った暗黒神ファラリスの信仰を排除したこと、ラムリアースの内戦に不干渉の態度を取り現国王の勝利に貢献したことが大きい。このため、ファラリスの教えを国教とし最高司祭ペイルを指導者の一人に戴くファンドリア王国とは、表面上友好関係が維持されているものの、事実上の敵対関係にある。
王妃メレーテの母国モラーナ王国の継承国家であるザイン王国とも関係は良くなかったが、湖岸の国の魔法戦士事件においてロマールによる属国化の危機を救って以降、関係は好転している。またこの一件以降、ロマール王国との関係悪化は決定的なものとなった。
西方で隣接するタイデル王国ほか、西部諸国との関係は不詳。

## 関連人物
- リジャール
- カーウェス
- ジェニ
- リウイ
- ローンダミス
- ラヴェルナ
- フォルテス
- ハーフェン導師
- ジーニアス（出奔者）
- イリーナ・フォウリー

## 登場作品
- ソード・ワールドRPGワールドガイド
- 魔法戦士リウイ（小説版、アニメ版とも）
- 新ソード・ワールドRPGリプレイ
- ソード・ワールドRPGリプレイ第3部（珍しい敵役としての登場）